# سینت‌یوهانس‌خا
سینتجهوانسگا (به هلندی: Sintjohannesga) یک منطقهٔ مسکونی در هلند است که در اسکارسلند واقع شده‌است. سینتجهوانسگا ۱٬۲۸۰ نفر جمعیت دارد.